# Ablemma erna
Ablemma erna là một loài nhện trong họ Tetrablemmidae.
Loài này thuộc chi Ablemma. Ablemma erna được Lehtinen miêu tả năm 1981.